# Teorija kaosa
Teorija kaosa opisuje ponašanje nekih nelinearnih dinamičkih sustava u matematici i fizici koji se pod određenim uvjetima ponašaju na prividno nepredvidljiv način (pojam kaos obično označava nered ili slučaj). 

## Determinizam i kaos
Povijest čovječanstva prepuna je događaja u kojima su ljudi nastojali kontrolirati okolinu. Kontrola je nužna da bi ljudi mogli zadovoljiti sve svoje potrebe (npr. kontroliranje vatre omogućilo je ljudima toplinu, zaštitu i bolju ishranu). Niz ovakvih uspjeha u povijesti, a posebno u prošlom stoljeću, naveli su čovjeka da razmišlja na deterministički način.    
Determinizam znači određenost, jednoznačnost, svojstvo u koje ne sumnjamo. Kada bi svijet bio deterministički tada bi mogli predvidjeti svaki događaj te razviti sustav kontrole. Predviđanje se temelji na rješavanju jednadžbi koje opisuju ponašanje sustava koji nastojimo predvidjeti. 
U meteorologiji se koriste jednadžbe čija rješenja svaki dan pratimo u vremenskoj prognozi i uvijek s dozom skepticizma.
Tek se pojavom računala mogla razviti teorija kaosa jer jedino računala mogu rješavati jednadžbe za predviđanje događaja. To ne znači da kaos nije postojao već da ga u svakodnevnom životu nismo primjećivali. U početku su znanstvenici kaotične rezultate pokušavali objasniti na deterministički način pa su kaotične pojave pripisivali utjecaju smetnji na sustav.
Prvi slom determinizma nastupio je kada se za nemjerljivo male razlike u početnim uvjetima dobio različit ishod. U teoriji kaosa ova ekstremna osjetljivost na početne uvjete poznata je pod nazivom leptirov učinak, koji glasi: 
"Ako leptir zamahne krilima u Pekingu, on može uzrokovati uragan na Floridi".
To ne znači da vjetar koji nastaje mahanjem leptirovih krila uzrokuje uragan, već da i mahanje leptirovih krila može promijeniti slijed događaja koji bi se zbio da leptir nije mahao krilima (svi smo bitni). Također bi se moglo reći i kako će zamah leptirovih krila spriječiti pojavu uragana na Floridi.
Kada bi uspjeli uvrstiti sve moguće utjecaje na početne uvjete, pokazalo bi se da i dalje ne bi mogli u potpunosti predvidjeti buduća zbivanja. 
Drugi slom determinizma je prikaz realnog broja na računalu, odnosno dobivanje dva različita ishoda za dva različita prikaza realnog broja. Ova dva svojstva pojavljuju se samo u kaotičnim sustavima.U razdoblju nakon 1989. kaos je prešao veliki put. Preobrazio se, posebno u popularnom tisku, u nešto što se naziva „teorijom kaosa“.
Međutim, kaos nije teorija, to je koncepcija, i to takva da se ne može smisleno odvojiti od ostatka dinamike.
Matematičke su tehnike toliko uznapredovale, da danas imamo strog dokaz da model koji je osmislio Edward Lorenz definitivno vodi u kaos.
Teorija kaosa je dobila družicu poznatu kao teorija kompleksnosti.
Teorija kaosa nam kaže da se jednostavni sustavi mogu ponašati kompleksno; teorija kompleksnosti kaže nam da se u kompleksnim sustavima može "pojaviti" jednostavno ponašanje.

## Vanjske poveznice
Lorenzov atraktor (engl.)